# Marcel Schlosser (Fußballspieler)
Marcel Schlosser (* 8. August 1987 in Pobershau) ist ein deutscher Fußballspieler und -trainer.

## Karriere
Marcel Schlosser begann das Fußballspielen in seinem Heimatort beim TSV 1872 Pobershau und schloss sich dann mit fast 17 Jahren dem großen sächsischen Nachbarn Chemnitzer FC an. Mit der A-Jugend des CFC schaffte er 2006 den Aufstieg in die A-Junioren-Bundesliga und spielte ab der Saison darauf in der ersten Mannschaft.
Von Anfang an war der vielseitige Offensivspieler eine feste Größe im Team und kam bereits in seinem ersten Jahr auf 29 Einsätze und sechs Tore. Im Jahr darauf wurde er auch auf den Außenpositionen im Mittelfeld eingesetzt und zeichnete sich zusätzlich als Vorlagengeber aus. Ein bemerkenswertes Tor gelang ihm im Dezember 2007, als er eine Ecke direkt verwandelte. Der Treffer wurde zum Tor des Monats gewählt und belegte Platz vier bei der Abstimmung über das Tor des Jahres.
Chemnitz schaffte 2008 die Qualifikation für die neu organisierte Regionalliga Nord, wo Schlosser weiterhin beständig vorwiegend auf der Linksaußenposition spielte. Erst gegen Ende der Saison warfen ihn Verletzungen zurück, zuerst ein Einriss des Syndesmosebands, dann ein Ermüdungsbruch des Lendenwirbels. Erst am 14. Spieltag der Folgesaison kehrte er wieder zurück und brauchte einige Zeit, bis er wieder in die Anfangsformation zurückkehrte. Im Jahr darauf war er jedoch wieder voll im Einsatz, auch wenn er 16 seiner 31 Einsätze nur als Einwechselspieler bestritt. Dafür hatte er mit acht Treffern, davon vier "Jokertore", seine bis dahin erfolgreichste Saison. 2010/11 wurde mit dem CFC souveräner Meister der Regionalliga Nord und stieg in die 3. Liga auf.
Am ersten Spieltag der Spielzeit 2011/12 gab der Pobershauer sein Profidebüt als Einwechselspieler. Von 2012 bis 2014 spielte  Schlosser beim FC Carl Zeiss Jena. Ab der Saison 2014/15 lief er für den 1. FC Magdeburg auf. Am 31. Mai 2015 schaffte er als Teil der Mannschaft im Rückspiel der Relegation gegen Kickers Offenbach den Aufstieg in die 3. Liga.
Nachdem er für die Planungen des 1. FC Magdeburg in der Saison 2015/16 keine Rolle mehr spielte, einigten sich der Verein und Schlosser auf die Auflösung des bestehenden Vertrags. Daraufhin wechselte Schlosser zum VfB Auerbach in die Regionalliga Nordost. Von dort ging es im Jahr 2020 weiter zum VfB Schöneck in die Vogtlandliga, in der er seitdem zum Einsatz kommt. Nebenbei absolviert er auch immer wieder Spiele für die zweite Mannschaft mit Spielbetrieb in der Kreisliga B und tritt zudem seit Sommer 2024 als Spielertrainer der Schönecker in Erscheinung.

## Erfolge
- Aufstieg in die 3. Liga mit dem 1. FC Magdeburg
- Meister der Regionalliga Nordost 2015 mit dem 1. FC Magdeburg
- Tor des Monats Dezember 2007[8]
- Aufstieg in die 3. Liga 2011 mit dem Chemnitzer FC
- Qualifikation für die Regionalliga Nord 2008 mit dem Chemnitzer FC